# Pinasse
Die Pinasse (französisch, eigentlich „Boot aus Kiefernholz“, lateinisch pinus Kiefer) ist ursprünglich ein größeres Beiboot, insbesondere von Kriegsschiffen. Die Bezeichnung wird heute für viele unterschiedliche Boots- oder Schiffstypen verwendet.

## Herkunft
Vergil nennt in seinen Bucolica (4, 38) ein Schiff „die segelnde Fichte“ („nautica pinus“). Damit verweist der Literat auf die häufige Verwendung dieser Holzart für den antiken Schiffbau im Mittelmeerraum. Auch in den Georgica (2, 442) wird genau auf diesen Fakt verwiesen. Aus der Bezeichnung pinus wurde der Begriff pinacera. Daraus entwickelte sich das baskische pinaza, englische pinnace und deutsche Pinaß.

## Die „Pinasse d’Arcachon“, Namensgeberin der Pinassen

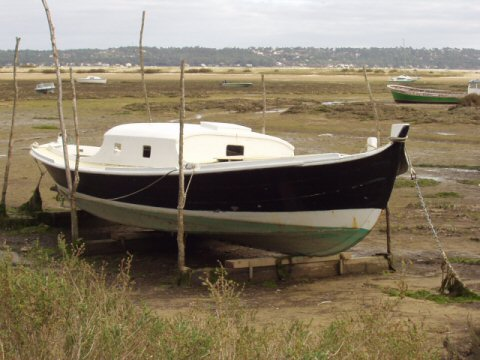
Pinasse d’Andernos les Bains, zum Freizeitboot umgerüstet

Ursprünglich verwies der Name Pinasse auf einen Bootstyp am Golf von Biscaya zwischen der Gironde und Bayonne, vor allem in den Gewässern um Arcachon (z. B. Pinasse d’Andernos les Bains – Bassin d’Arcachon). Er ist den zahlreichen Sandbänken dort gut angepasst und wird als Fahrzeug für die Sardinen-, Austern- und Aalfischerei eingesetzt. Der Schiffsrumpf ist 7 bis 12 m lang und sehr schmal, hat eine kantige Kimm, einen flachen Boden und stark fallende Bordwände. Der Vorsteven ist stark gebogen und der Bug weit hochgezogen. Das obere Ende des Vorstevens überragt den Bug. Das Heck ist spitzgattig und der Achtersteven ebenfalls stark gebogen. Früher waren diese Pinassen meistens offene Boote und nur vorn und achtern gedeckt. Sie fuhren ein Luggersegel und waren mit einem Mittelschwert ausgerüstet. Sie konnten auch gerudert werden. Ab Anfang des 20. Jahrhunderts wurden die meisten Pinassen mit einem Motor ausgerüstet, waren jetzt bis zu 15 m lang und bis auf zwei Cockpits vor und hinter dem Motor vollständig gedeckt. Diese französische „Pinasse d’Arcachon“ wird vereinzelt noch heute gebaut, oftmals auch in Kunststoffbauweise, jedoch meistens ohne Besegelung. Sie wird für den Fischfang und für Vergnügungsfahrten genutzt.

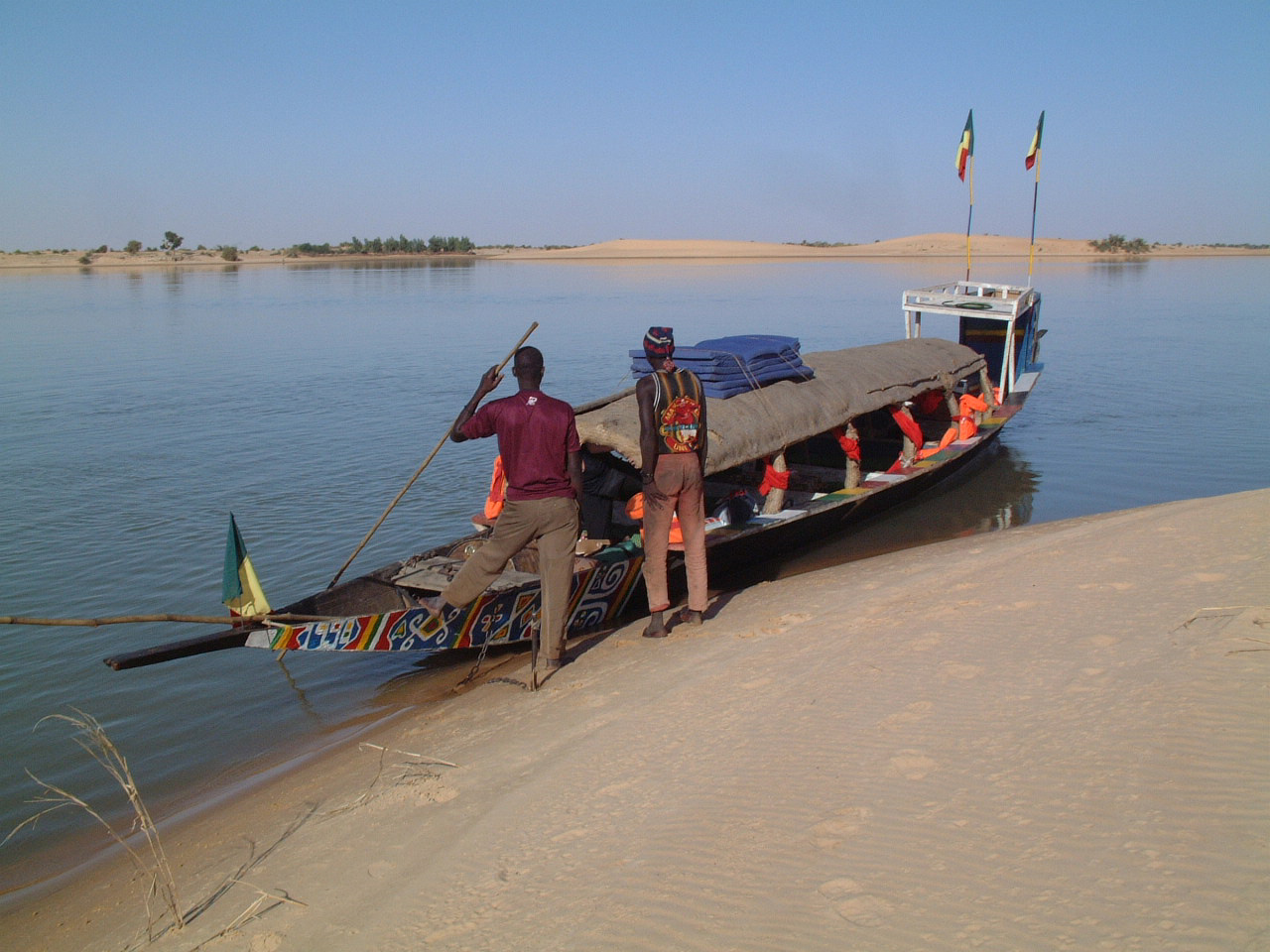
Afrikanische Pinasse zum Personentransport auf dem Niger in Mali

Als Pinasse wird auch ein Sardinenfangschiff von der südbretonischen Küste bezeichnet, das hier in den 1920er Jahren eingeführt wurde, mit Motor fährt und höchstens ein Hilfssegel führt.

## Afrikanische Pinassen
Als Pinasse wird heute auch ein Bootstyp in Westafrika, der dort auf den Flüssen und in den Küstengewässern verkehrt, bezeichnet. Diese Pinassen sind verschiedener Größe und Bauart, manchmal mit einem Dach versehen, meist bunt bemalt, und dienen vornehmlich dem Güter- und Personentransport sowie als Fischereifahrzeuge. Kleine, einbaumähnliche Pinassen werden auch Piroge genannt.

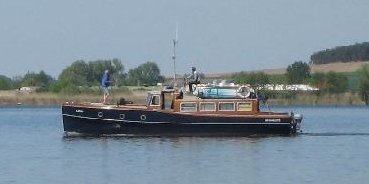
Ein als Pinasse zu bezeichnendes Motorboot (Backdecker)

## Pinassen als Sportboote
Pinassen werden mitunter ältere Motorboote verschiedener Bauart für Sport und Freizeit genannt. Diese Motorboote verfügen fast immer über eine Kajüte und sind sehr lang und schmal gebaut.

## Pinassen als Hafenboote

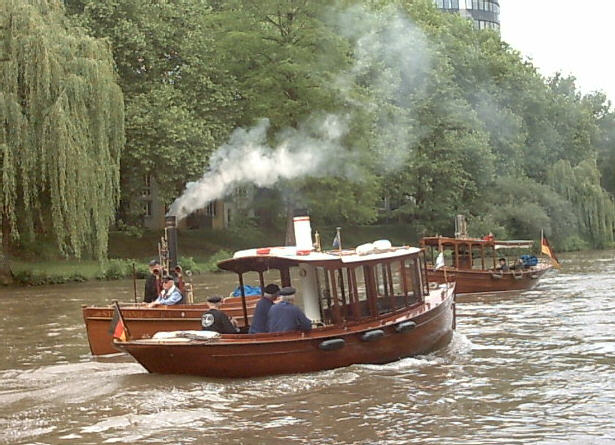
Dampfpinassen in Holzbauweise

Dampfpinassen fanden im 19. und zu Anfang des 20. Jahrhunderts als Hafenboote Verwendung. Auch heute erfüllen Pinassen, mit Dieselmotoren ausgerüstet, diese Funktion. Solche Verkehrsmotorboote werden in Deutschland aber üblicherweise als „Barkassen“ bezeichnet.

## Pinassen als dampfgetriebene Beiboote
Mitte des 19. Jahrhunderts hatten viele Kriegsschiffe und andere große Schiffseinheiten 15 m lange Dampfpinassen an Bord. Solche Boote wurden auch als Wachboote eingesetzt.

## Pinassen als kleine Segler

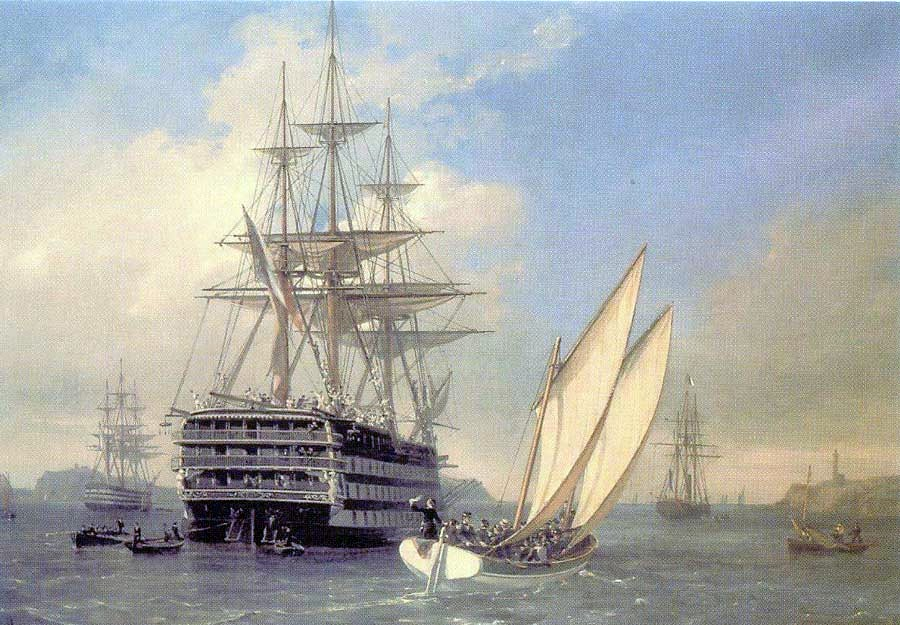
Im Bildvordergrund eine Pinasse als Beiboot großer Segler

Pinasse wurde nach den Angaben der „Oekonomischen Encyklopädie von J. G. Krünitz (1773–1858)“ auch ein kleines Schiff genannt, welches Schonertakelage (Skuner Takelasche) führte und auch zum Rudern eingerichtet war.

## Pinassen als Beiboote auf englischen Kriegssegelschiffen
In England hieß während der Segelschiffszeit ein mit acht Riemen ausgestattetes, 10 bis 12 m langes und 2 bis 2,5 m breites Beiboot Pinasse (engl. Pinnace). Dieses wurde als zweitgrößtes Beiboot auf Kriegssegelschiffen mitgeführt und wird in der Literatur oft als Schaluppe bezeichnet. Schaluppe ist hier als Sammelbegriff zu verstehen und schließt die Barkassen, damals die größeren Beiboote, mit ein. Andererseits wird in der deutschen Literatur selbst das 7 m lange Beiboot der seit 1779 durch eine Meuterei legendär gewordenen Bounty als Barkasse bezeichnet. In diesem kleinen Boot, im Englischen „Launch“ genannt, segelte W. Bligh mit einer 18-köpfigen Mannschaft in 48 Tagen 5.800 km über offene See.

## Hochseegehende Pinassen des 16. bis 18. Jahrhunderts

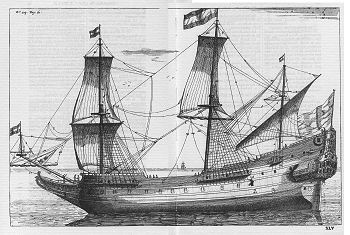
Abbildung einer älteren niederländischen „Pinas“ (17. Jh.)

Im 16. und 17. Jahrhundert gab es in England und den Niederlanden Pinassen, die relativ kleine, aber hochseefähige Schiffe waren. Sie führten vermutlich Lugger- oder Lateinersegel an einem oder zwei Masten. So wurde Martin Frobisher, ein englischer Entdecker, Abenteurer und Seeräuber, 1576 während seiner ersten Expedition zur Entdeckung der Nordwestpassage von einer mit nur vier Mann besetzten Pinasse in die arktischen Gewässer begleitet. Diese Pinasse, ein Schiff von 10 Tonnen, ging im Sturm unter.
Die Niederländische Ostindien-Kompagnie (V.O.C.) benutzte neben anderen Schiffstypen auch yachtähnliche Pinassen (niederl. Pinas). Dies waren keine Schiffe für die Große Fahrt, sondern für Kurierdienste und Transportfahrten in den in Abhängigkeit gebrachten Gebieten. Dieser Schiffstyp wurde schrittweise weiterentwickelt und mit Elementen anderer Typen kombiniert, so dass letzten Endes auch die großen Pinassschiffe, die Vorläufer der Spiegelretourschiffe, in den Niederlanden „Pinas“ genannt wurden. Die Pinassschiffe waren im 16. und 17. Jahrhundert in England, den Niederlanden und an der deutschen Nordseeküste verbreitet. Sie hatten drei Masten und waren meist vollgetakelt.